# Liste der Monuments historiques in Saint-Rambert-en-Bugey
Die Liste der Monuments historiques in Saint-Rambert-en-Bugey führt die Monuments historiques in der französischen Gemeinde Saint-Rambert-en-Bugey auf.

## Liste der Bauwerke
| Bezeichnung     | Beschreibung                       | Standort | Kennzeichnung | Schutzstatus | Datum | Bild           |
| --------------- | ---------------------------------- | -------- | ------------- | ------------ | ----- | -------------- |
| Ehemalige Abtei | Erbaut vom 11. bis 13. Jahrhundert | (Lage)   | PA00116564    | Classé       | 1945  | weitere Bilder |

## Liste der Objekte
- Monuments historiques (Objekte) in Saint-Rambert-en-Bugey in der Base Palissy des französischen Kultusministeriums